# Delafield (hrabstwo Waukesha)
Delafield – miejscowość w Stanach Zjednoczonych, w stanie Wisconsin, w hrabstwie Waukesha.